# Csepel D450
Csepel D450 — автомобіль-тягач, що випускався заводом «Чепель» у Будапешті та призначалися для буксирування різних видів напівпричепів по дорогам з вдосконаленим покриттям. Автомобіль-тягач обладнаний пневматичним виводом для керування гальмами напівпричепа, має опорно-зчіпний пристрій з пневматичним замком.

## Джерело
1. ↑  Карбанович И. И. Краткий справочник по импортным автомобилям. — 2-е изд., перераб. и доп. — М.: Транспорт, 1980—192 с., ил., табл.